# Olympische Geschichte der Zentralafrikanischen Republik
| Gelbes Symbol für Goldmedaillen mit stilisierten Olympischen Ringen | Graues Symbol für Silbermedaillen mit stilisierten Olympischen Ringen | Braundes Symbol für Bronzemedaillen mit stilisierten Olympischen Ringen |
| ------------------------------------------------------------------- | --------------------------------------------------------------------- | ----------------------------------------------------------------------- |
| —                                                                   | —                                                                     | —                                                                       |

Die Zentralafrikanische Republik, dessen NOK, das Comité National Olympique et Sportif Centrafricain, 1964 gegründet und 1965 vom IOC anerkannt wurde, nahm erstmals 1968 an Olympischen Sommerspielen teil. 1972 verzichtete man auf eine Teilnahme. 1976 und 1980 schloss sich das NOK den Boykottaufrufen für die Spiele in Montreal und Moskau an. Zu Winterspielen wurden bislang keine Athleten geschickt. Medaillen konnten bislang nicht gewonnen werden.

## Übersicht
Der Leichtathlet Gabriel M’Boa, der am 15. Oktober 1968 im 5000-Meter-Lauf antrat, war der erste und einzige Olympionike der Zentralafrikanischen Republik bei den Spielen von Mexiko-Stadt 1968. Nach München 1972 wurde keine Delegation entsandt. Das Land folgte den Boykottaufrufen der afrikanischen Länder bzw. der USA und blieb den Spielen von Montreal 1976 und Moskau 1980 fern.
1984 in Los Angeles nahm wieder eine zentralafrikanische Mannschaft teil, diesmal starteten erstmals Boxer des Landes bei Olympischen Spielen. In Seoul 1988 nahm erstmals eine zentralafrikanische Basketballmannschaft am olympischen Turnier teil, 1992 in Barcelona Radrennfahrer und Judoka. In Barcelona nahm auch erstmals eine Frau des Landes an Olympischen Spielen teil. Erste Olympionikin war am 30. Juli 1992 die Judoka Felicité Makounawode, die im Halbmittelgewicht antrat.
Die weiteren Teilnahmen blieben für das Land erfolglos. 2000 in Sydney trat erstmals eine Bogenschützin an, 2004 in Athen ein Taekwondoin, 2012 in London ein Schwimmer und eine Ringerin.

## Übersicht der Teilnehmer

### Sommerspiele
| Jahr      | Athleten           | Athleten           | Athleten           | Sportarten         | Sportarten         | Sportarten         | Sportarten         | Sportarten         | Sportarten         | Sportarten         | Sportarten         | Sportarten         | Medaillen          | Medaillen          | Medaillen          | Medaillen          | Rang               |
| Jahr      | Gesamt             |                    |                    |                    |                    |                    |                    |                    |                    |                    |                    |                    |                    |                    |                    | Medaillen – Gesamt | Rang               |
| --------- | ------------------ | ------------------ | ------------------ | ------------------ | ------------------ | ------------------ | ------------------ | ------------------ | ------------------ | ------------------ | ------------------ | ------------------ | ------------------ | ------------------ | ------------------ | ------------------ | ------------------ |
| 1896–1964 | nicht teilgenommen | nicht teilgenommen | nicht teilgenommen | nicht teilgenommen | nicht teilgenommen | nicht teilgenommen | nicht teilgenommen | nicht teilgenommen | nicht teilgenommen | nicht teilgenommen | nicht teilgenommen | nicht teilgenommen | nicht teilgenommen | nicht teilgenommen | nicht teilgenommen | nicht teilgenommen | nicht teilgenommen |
| 1968      | 1                  | 1                  | 0                  |                    |                    |                    |                    | 1                  |                    |                    |                    |                    |                    |                    |                    |                    |                    |
| 1972–1980 | nicht teilgenommen | nicht teilgenommen | nicht teilgenommen | nicht teilgenommen | nicht teilgenommen | nicht teilgenommen | nicht teilgenommen | nicht teilgenommen | nicht teilgenommen | nicht teilgenommen | nicht teilgenommen | nicht teilgenommen | nicht teilgenommen | nicht teilgenommen | nicht teilgenommen | nicht teilgenommen | nicht teilgenommen |
| 1984      | 3                  | 3                  | 0                  |                    |                    | 2                  |                    | 1                  |                    |                    |                    |                    |                    |                    |                    |                    |                    |
| 1988      | 15                 | 15                 | 0                  | 12                 |                    | 2                  |                    | 1                  |                    |                    |                    |                    |                    |                    |                    |                    |                    |
| 1992      | 15                 | 13                 | 2                  |                    |                    |                    | 3                  | 8                  | 4                  |                    |                    |                    |                    |                    |                    |                    |                    |
| 1996      | 5                  | 3                  | 2                  |                    |                    |                    |                    | 5                  |                    |                    |                    |                    |                    |                    |                    |                    |                    |
| 2000      | 3                  | 1                  | 2                  |                    | 1                  |                    |                    | 2                  |                    |                    |                    |                    |                    |                    |                    |                    |                    |
| 2004      | 4                  | 2                  | 2                  |                    |                    |                    | 1                  | 2                  |                    |                    |                    | 1                  |                    |                    |                    |                    |                    |
| 2008      | 3                  | 2                  | 1                  |                    |                    | 1                  |                    | 2                  |                    |                    |                    |                    |                    |                    |                    |                    |                    |
| 2012      | 6                  | 3                  | 3                  |                    |                    |                    |                    | 2                  |                    | 1                  | 1                  | 2                  |                    |                    |                    |                    |                    |
| 2016      | 6                  | 3                  | 3                  |                    |                    | 1                  |                    | 2                  |                    |                    | 2                  | 1                  |                    |                    |                    |                    |                    |
| 2020      | 2                  | 1                  | 1                  |                    |                    |                    |                    | 1                  |                    |                    | 1                  |                    |                    |                    |                    |                    |                    |
| 2024      | 4                  | 2                  | 2                  |                    |                    |                    | 1                  | 1                  |                    |                    | 2                  |                    |                    |                    |                    |                    |                    |
| Gesamt    | Gesamt             | Gesamt             | Gesamt             | Gesamt             | Gesamt             | Gesamt             | Gesamt             | Gesamt             | Gesamt             | Gesamt             | Gesamt             | Gesamt             | 0                  | 0                  | 0                  | 0                  |                    |

### Winterspiele
| Jahr      | Athleten           | Athleten           | Athleten           | Sportarten         | Medaillen          | Medaillen          | Medaillen          | Medaillen          | Rang               |
| Jahr      | Gesamt             |                    |                    | Sportarten         |                    |                    |                    | Medaillen – Gesamt | Rang               |
| --------- | ------------------ | ------------------ | ------------------ | ------------------ | ------------------ | ------------------ | ------------------ | ------------------ | ------------------ |
| 1924–2022 | nicht teilgenommen | nicht teilgenommen | nicht teilgenommen | nicht teilgenommen | nicht teilgenommen | nicht teilgenommen | nicht teilgenommen | nicht teilgenommen | nicht teilgenommen |
| Gesamt    | Gesamt             | Gesamt             | Gesamt             | Gesamt             | 0                  | 0                  | 0                  | 0                  | –                  |

## Medaillengewinner

### Goldmedaillen
Bislang (Stand 2024) keine Medaillengewinner

### Silbermedaillen
Bislang (Stand 2024) keine Medaillengewinner

### Bronzemedaillen
Bislang (Stand 2024) keine Medaillengewinner